# Хермандсен, Хелльмер
Хелльмер Хермандсен (норв. Hellmer Hermandsen; 1 февраля 1871 года, Лётен — 19 марта 1958, Брумунддаль) — норвежский стрелок, серебряный призёр летних Олимпийских игр 1900.
На Играх Хермандсен участвовал в соревнованиях по стрельбе из винтовки. В стрельбе стоя он занял 9-е место с 280 очками, с колена 13-ю позицию с 290 баллами, и лёжа 10-е место с 308 очками, причём в последних двух соревнованиях он разделял свою позицию с датчанином Вигго Йенсеном. В стрельбе из трёх позиций, в которой все ранее набранные очки складывались, Хермандсен стал 13-м. В командном соревновании его сборная стала второй, получив серебряные медали.